# Butler
 Der er for få eller ingen kildehenvisninger i denne artikel, hvilket er et problem. Du kan hjælpe ved at angive troværdige kilder til de påstande, som fremføres i artiklen.

 For alternative betydninger, se Butler (flertydig). (Se også artikler, som begynder med Butler)
 For den danske tøjkæde, se Butler-Loftet.
En butler er en person, der arbejder i sin arbejdsgivers husholdning. Butlere er ofte ansat i større huse for at tjene herskabet og sørge for praktiske gøremål som at tage imod besøgende og vise dem til rette, servere og lignende. I store husholdninger kan der være et stort antal tjenere som udfører forskellige opgaver, ofte organiseret som et omstændeligt hierarki. En tjener bærer ofte uniform.